# Prakasam (dystrykt)

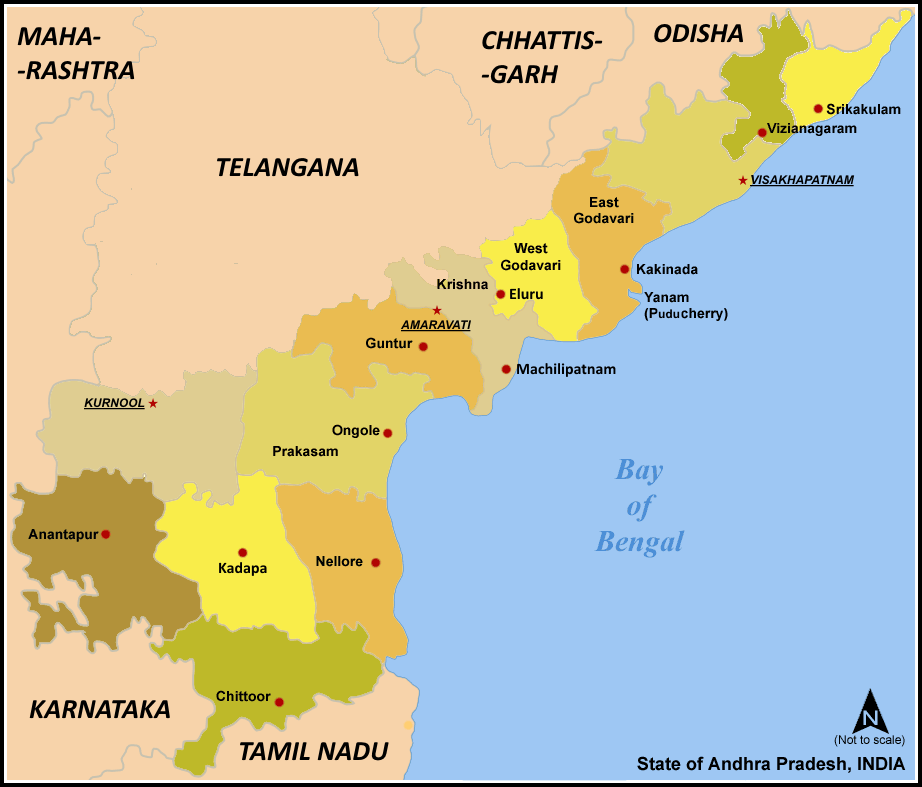
Dystrykty Stanu Andhra Pradesh.

Prakasam – jeden z dwudziestu trzech dystryktów indyjskiego stanu Andhra Pradesh, o powierzchni 17 600 km². Zamieszkuje go 3 054 921 osób (2004), stolicą jest miasto Ongole.

## Położenie
Położony jest w środkowej części stanu nad Oceanem Indyjskim. Na zachodzie graniczy z dystryktem Karnulu, od północy z dystryktami: Mahabubnagar i Guntur, a od wschodu z Oceanem Indyjskim. Na południu graniczy z Nellore i Kadapa.